# Nectria lagenae
Nectria lagenae är en svampart som beskrevs av Massee. Nectria lagenae ingår i släktet Nectria och familjen Nectriaceae.   Inga underarter finns listade i Catalogue of Life.